# Будукан
Будукан (на руски: Будукан) е село в Облученски район на Еврейската автономна област, влиза в състава на Бирското градско селище.

## География
Будукан се намира на река Будуканка (ляв приток на Бира), на около 12 км от вливането ѝ.
Селото е разположено на автомобилния път Чита – Хабаровск, наблизо преминава Транссибирската магистрала.
Разстоянието до град Облучие e около 95 км (на запад по пъта Чита – Хабаровск]]); а до административния център, селището Бира (на изток по същия път), е около 20 км.

## Инфраструктура
- Едноименна станция на Далекоизточната железопътна линия.